# Eldridge (Iowa)
Eldridge es una ciudad situada en el condado de Scott, en el estado de Iowa, Estados Unidos. Según el censo de 2010 tenía una población de 5.651 habitantes.

## Geografía
Según la Oficina del Censo de los Estados Unidos, la localidad tiene un área total de 24,56 km², la totalidad de los cuales 24,56 km² corresponden a tierra firme.

## Demografía
Según el censo de 2010, había 5.651 personas residiendo en la localidad. La densidad de población era de 230,09 hab./km². Había 2.296 viviendas con una densidad media de 93,49 viviendas/km². El 96,8% de los habitantes eran blancos, el 0,46% afroamericanos, el 0,18% amerindios, el 0,53% asiáticos, el 0,28% de otras razas, y el 1,75% pertenecía a dos o más razas. El 2,14% de la población eran hispanos o latinos de cualquier raza.